# Église Saint-Pierre de Cerseuil
L'église Saint-Pierre est une église située à Cerseuil, en France.

## Localisation
L'église est située sur la commune de Cerseuil, dans le département de l'Aisne.

## Historique
Le monument, édifié aux XIIe et XIIIe siècle, est classé au titre des monuments historiques en 1920.